# Katshikotin
Katshikotin (Ka-tshik-otin, Klat-ol-klin), jedna od tri glavne skupie Han Indijanaca s Yukon, porodica Athapaskan, čije se glavno selo nalazilo na Aljaski u blizini granice s Yukonom. Spominju ih Dawson i Schwatka.
Njihovo današnje selo je Eagle Village nekada je nazivano Johnnys prema njihovom poglavici Johnu; 67 stanovnika (2010). 